# Кейл
Кейл (Brassica oleracea var. sabellica) е зеленчук от семейство Кръстоцветни (Brassicaceae). Той е типичен зимен зеленчук. Разпространен е навсякъде по света.

## Отглеждане
Младите растения се засяват на лехи през май на разстояние 40 × 80 см при достатъчно голяма дълбочина. Има добра поносимост в градината към съседи като домати, спанак, репички, краставици и други. 

### Хранителни свойства
Кейлът има най-високо съдържание на β-каротин/100 g с 8,68 mg/100 g спрямо всички хранителни продукти и принадлежи към зелевите сортове с най-голямо съдържание на витамин C. Суровият кейл има 105 – 150 mg/100 g витамин C. На практика той не се консумира суров. Освен това съдържа относително голямо количество витамин K с 729 μg/100 g.

### Използване в кулинарията
Класическо използване на кейл е задушаването му със свинска мас или олио и лук и покрито след това с сос. Вари се от 45 мин до няколко часа, при което при дългото варене се разрушават повечето ценни вещества.

### Кейлете
През 1910 г. е създаден хибрид между брюкселско зеле и кейл, наричан калете или кейлете. Този листен зеленчук е постигнат без използването на генна технология и е считан за суперхрана поради високото си съдържание на витамин C и минерали.